# Termessé
Termessé är en ort i Guinea.   Den ligger i prefekturen Koundara Prefecture och regionen Boke Region, i den nordvästra delen av landet, 300 km norr om huvudstaden Conakry. Termessé ligger 190 meter över havet och antalet invånare är 15 264.
Terrängen runt Termessé är platt åt nordväst, men åt sydost är den kuperad. Terrängen runt Termessé sluttar norrut. Runt Termessé är det glesbefolkat, med 20 invånare per kvadratkilometer. Termessé är det största samhället i trakten. Omgivningarna runt Termessé är huvudsakligen savann.